# Loudetia flammida
Loudetia flammida là một loài thực vật có hoa trong họ Hòa thảo. Loài này được (Trin.) C.E.Hubb. mô tả khoa học đầu tiên năm 1936.